# Середньонімецький канал
52°25′16″ пн. ш. 9°42′04″ сх. д. / 52.421111111111° пн. ш. 9.7011111111111° сх. д.

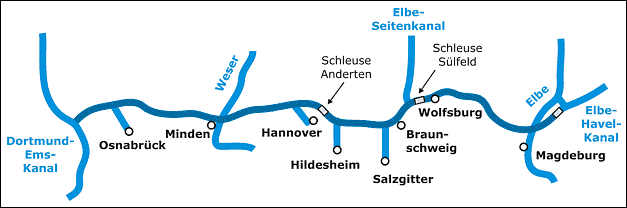
Маршрут Середньонімецького каналу.

Середньонімецький канал (нім. Mittellandkanal) — один з основних каналів центральної Німеччини. Є важливою ланкою в мережі внутрішніх водних шляхів в цій країні. Його значення виходить за межі Німеччини, з'єднуючи Францію, Швейцарію, країни Бенілюксу з Польщею, Чехією та Балтійським морем.
Має 325,7 км завдовжки,  Середньонімецький канал є найдовшим штучним водним шляхом в Німеччині.

## Маршрут
Середньонімецький канал відгалужується від Дортмунд-Емс-канал у Херстелі (від Рейну, 52°16′37″ пн. ш. 7°36′18″ сх. д. / 52.27694° пн. ш. 7.60500° сх. д.), проходить на північ вздовж Тевтобурзькому лісу, повз Ганновера і перетинає річку Ельбу біля Магдебурга (52°14′46″ пн. ш. 11°44′49″ сх. д. / 52.24611° пн. ш. 11.74694° сх. д.), через аквідук Поруч з Магдебургом він переходить у канал Ельба-Хафель, робить безперервним маршрут до Берліна і на Польщу
У Міндені канал перетинає річку Везер двома акведуками (другий завершено у 1998), і біля Магдебурга він перетинає Ельбу, також акведуком. Шлюзи існують у Іббенбюрен, Оснабрюк, Мінден (два шлюзи з'єднують з Весером), Ганновер-Лінден, Ганновер-Місбург, Гільдесгайм і Зальцгіттер. На захід від Вольфсбурга відгалужується Ельбський обвідний канал, забезпечуючи з'єднання з Гамбургом, і (через Ельба-Любек канал) з Балтійським морем.

## Історія

Панорама порту Брауншвейг на Середньонімецькому каналі

Будівництво Середньонімецького каналу було розпочато в 1906 році, починаючи з Бергесгефеде (муніципалітет Герстель) від Дортмунд-Емс каналу. Дистанція Мінден на Везер була відкрита у лютому 1915, і спочатку мала назву Емс-Везер канал. Дистанцію Мінден-Ганновер було закінчено восени 1916. Дистанція до Зенде і відгалуження каналу до Гільдесгайма було завершено в 1928 р., до Пайне — 1929, і Брауншвейга — 1933 році. Заключна дільниця до Магдебурга — 1938 році, таким чином, створюючи пряме сполучення між Західною і Східною Німеччиною. Відгалуження до Зальцгіттеру було відкрито у 1941. Планований акведук через Ельбу, за для побігання низької води влітку, не було побудовано через Другу світову війну.
Після розкраювання Німеччини після Другої світової війни, Середньонімецький канал був розділений між ФРН і НДР, з кордоном на схід від Вольфсбурга. Для забезпечення доступу із західної частини каналу до Гамбурга і Північної Німеччини, в обхід терену Східної Німеччини і річки Ельба (з обмеженою іноді навігацією), було відкрито Ельбський обвідний канал у 1977 році.
Після возз'єднання Німеччини, важливість Середньонімецького каналу як магістралі між сходом і заходом Німеччини збільшилась. Проект з будівництва акведука через Ельбу було реалізовано — у 2003 році було відкрито Магдебурзький водний міст, забезпечуючи пряме сполучення з каналом Ельба-Хафель.

## Структура
- Мінденський акведук (52°18′12″ пн. ш. 8°55′54″ сх. д. / 52.30333° пн. ш. 8.93167° сх. д.)
- Магдебурзький водний міст (52°13′51″ пн. ш. 11°42′5″ сх. д. / 52.23083° пн. ш. 11.70139° сх. д.)

## Галерея

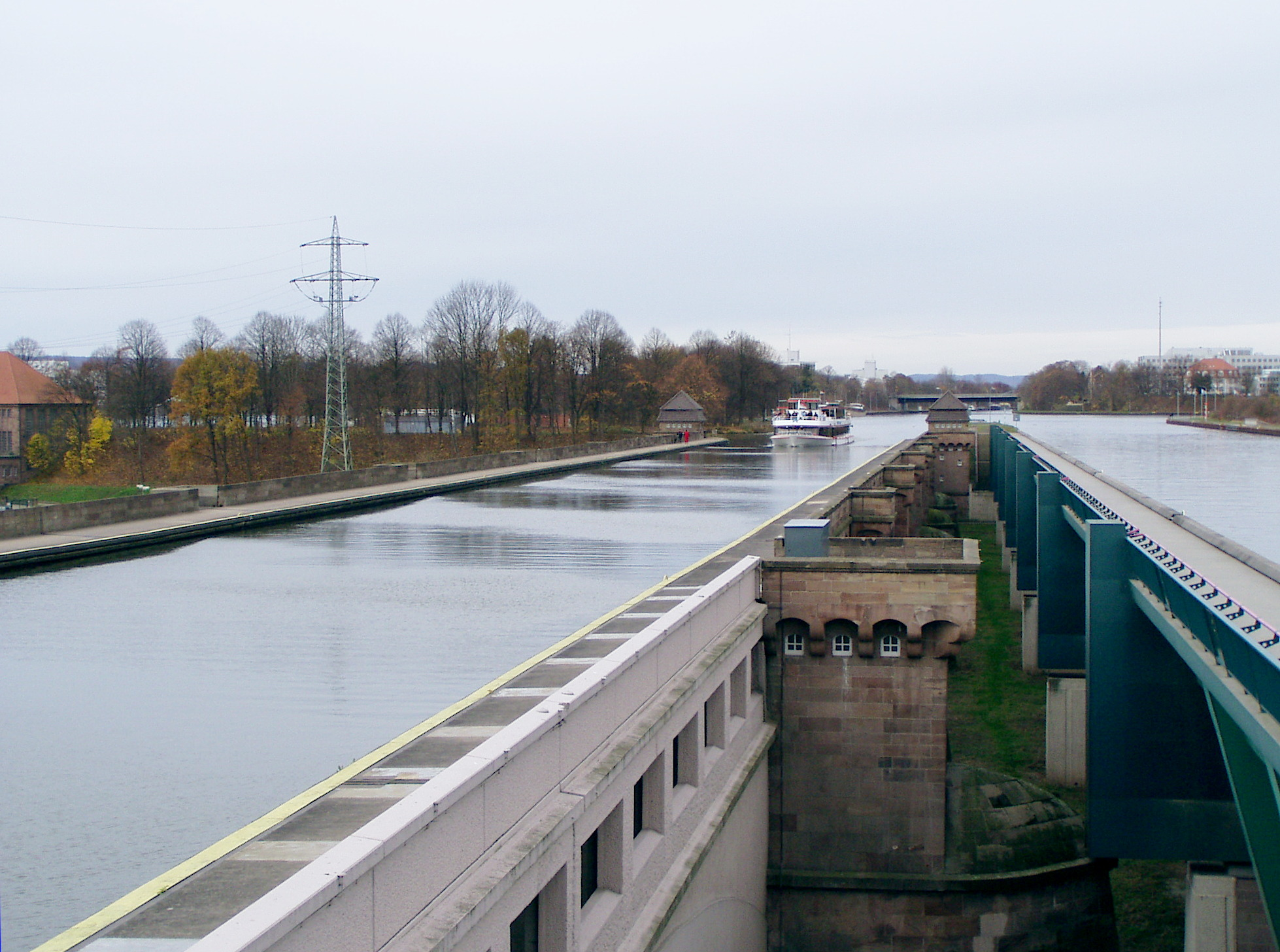
Старий і новий Мінденський акведук.
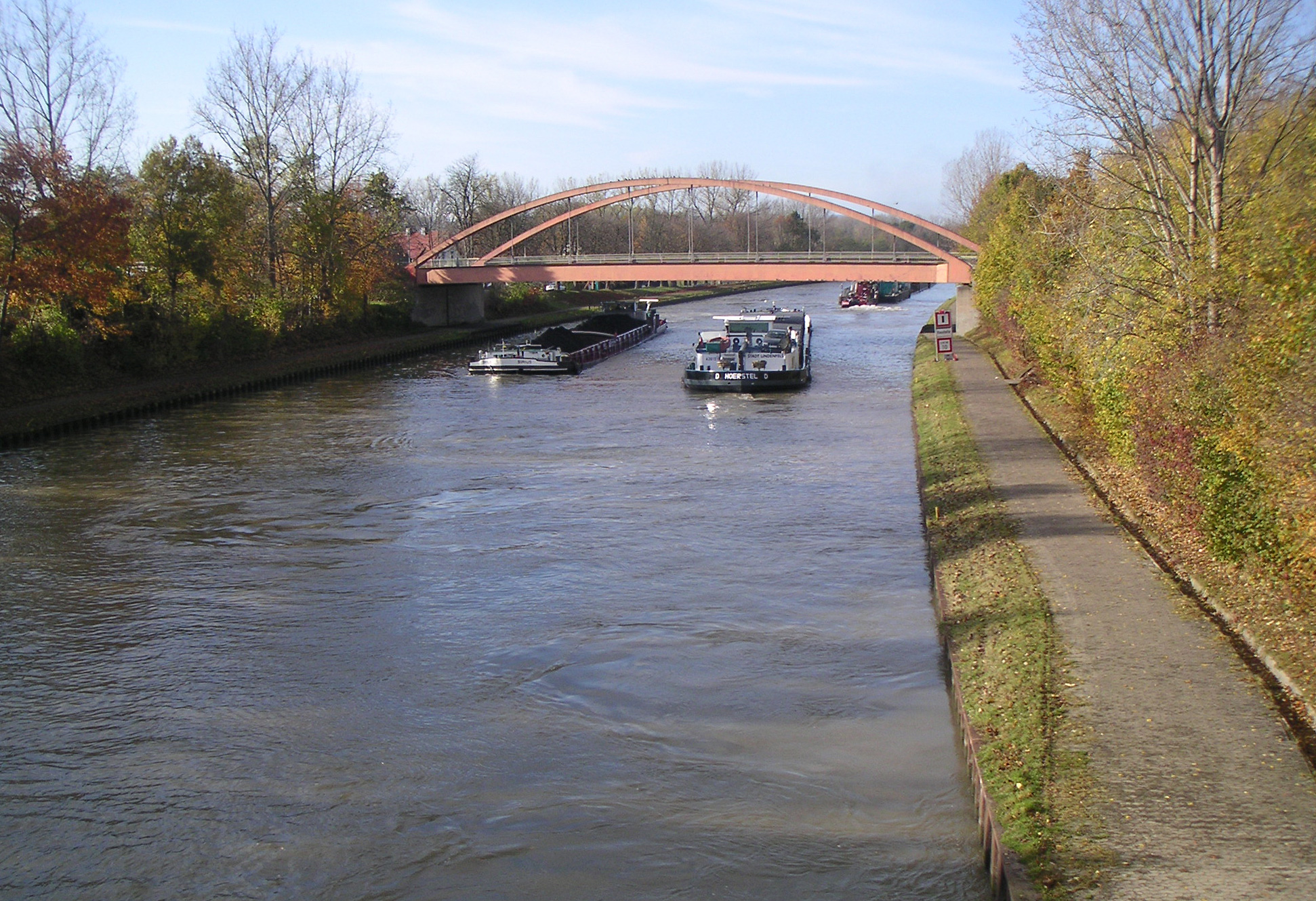
Середньонімецький канал біля Міндену
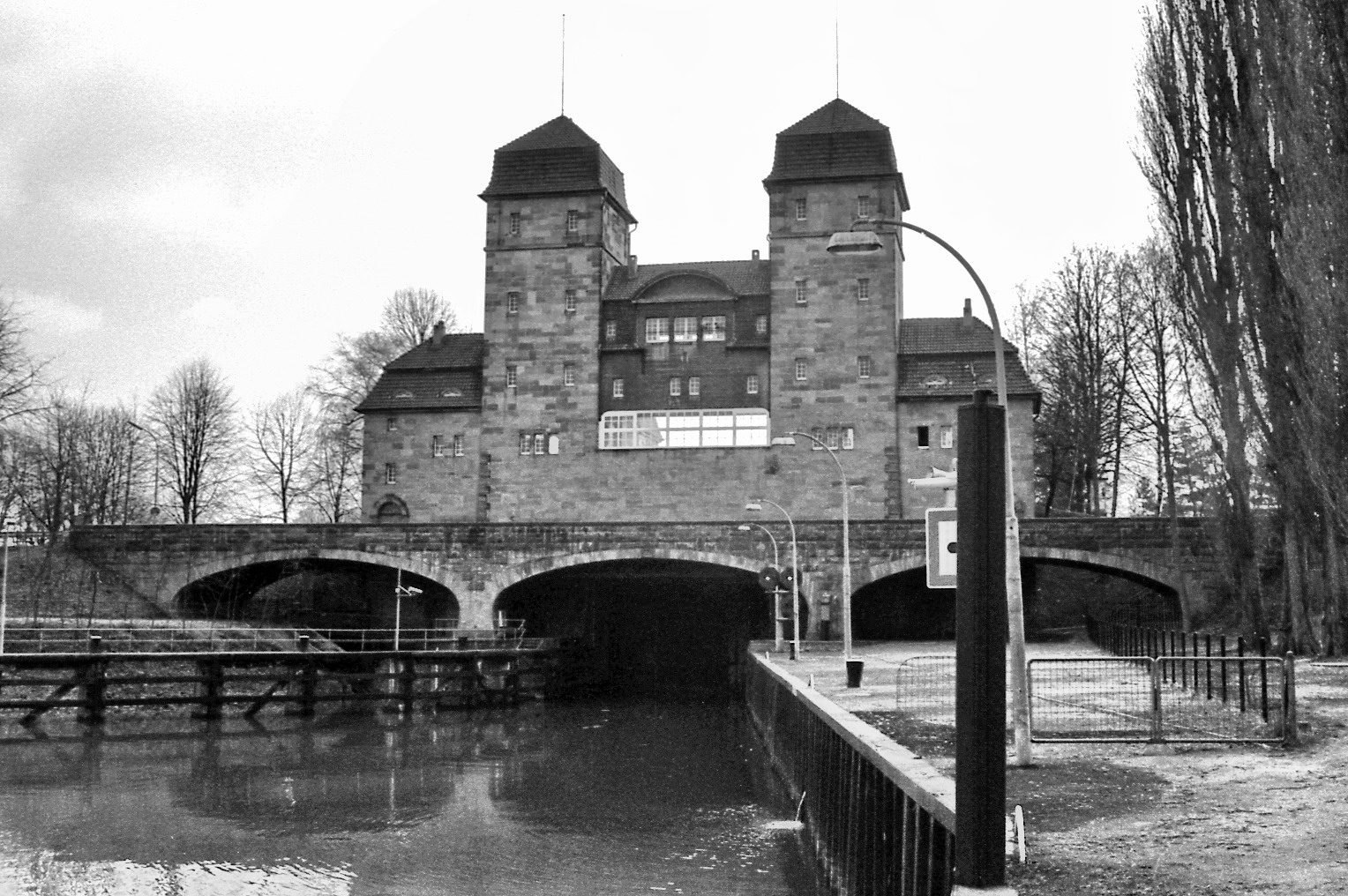
Шлюз на річку Везер у Міндені, 1977.